# Georges Jouve (peintre)
Pour les articles homonymes, voir Jouve.
Georges Jouve, né le 27 octobre 1867 à Paris et mort le 19 janvier 1944 à Versailles, est un peintre français.

## Biographie
Georges Antoine Marie Jouve est le fils de Félix Noël Jouve, relieur, et de Lazarine Antoinette Sicard, piqueuse de bottines.
Élève d'Alexandre Cabanel, il expose au Salon à partir de 1885.
Il concourt au prix de Rome de 1887 en proposant sa version de Thémistocle buvant le poison.
En 1893, il remporte le prix Eugène-Piot.
En 1897, il épouse à Paris, Sophye Augustine Renée Bessi Potelleray, les artistes Julius Feld, Eugène Marie Louis Chiquet et Édouard Nuel, sont témoins du mariage.
Il meurt à son domicile de Versailles à l'âge de 76 ans. 